# Zenocentrotus kellersi
Zenocentrotus kellersi is een zee-egel uit de familie Echinometridae.
De wetenschappelijke naam van de soort werd in 1931 gepubliceerd door Austin Hobart Clark.